# Stesichoros

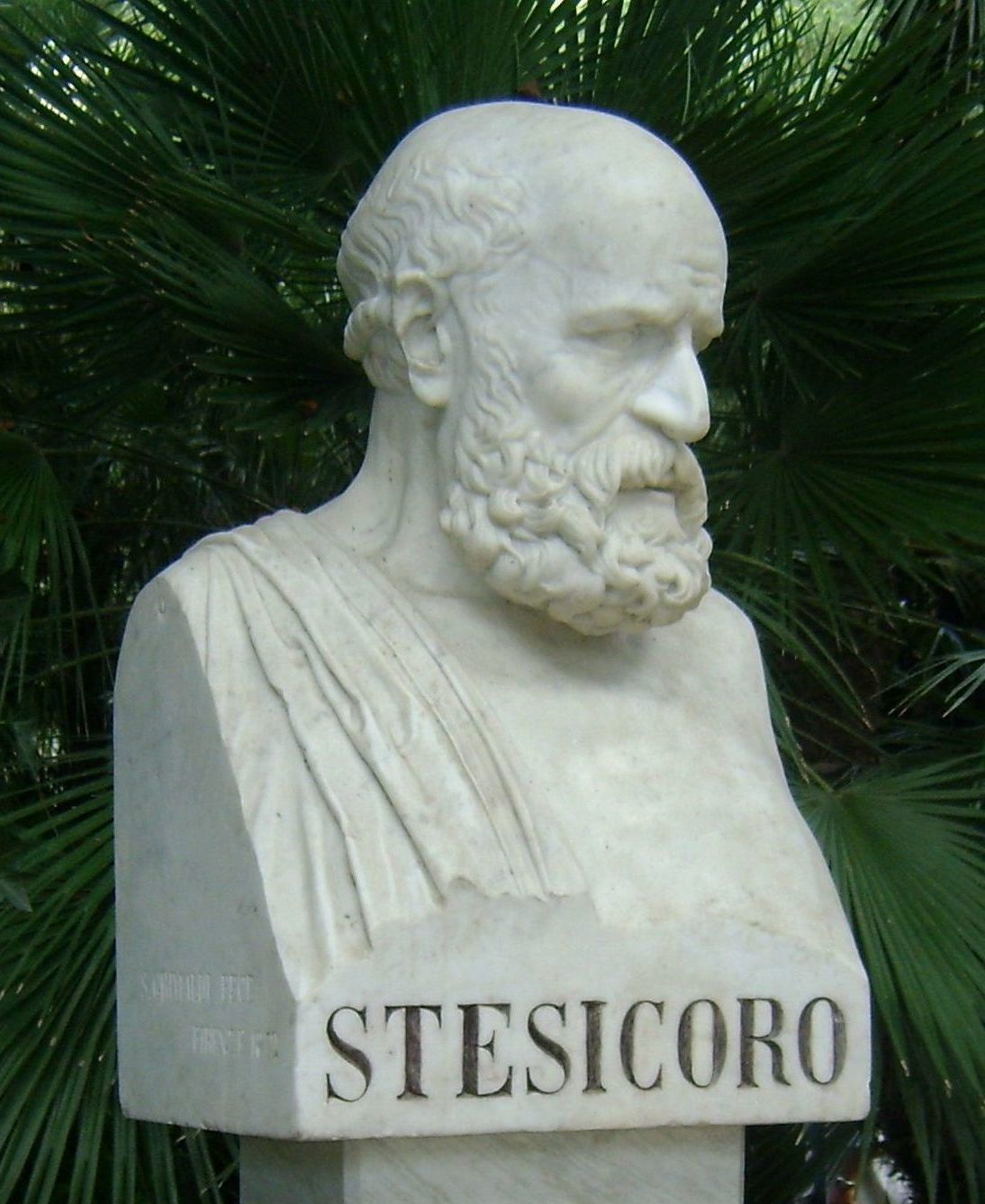
Büste Stesichorus’ in der Villa Bellini

Stesichoros (altgriechisch Στησίχορος Stēsíchoros), auch Tisia; * um 632–629 v. Chr. wahrscheinlich in Himera in Sizilien; † um 556–553 v. Chr. in Catania) war der bedeutendste Vertreter der älteren dorischen Lyrik und zählt zum Kanon der neun Lyriker. Er wurde auch der „lyrische Homer“ genannt.

## Werk
Von ihm rührt die Einteilung der chorischen Lieder in Strophe, Antistrophe und Epode her, auch gilt er als Begründer des höheren frischen Stils. Seine von den Alexandrinern in 26 Bücher eingeteilten Festgesänge behandelten in prächtiger Darstellung vorwiegend epische Stoffe; ebenso standen die einfachen metrischen Formen der epischen nahe, wie auch der Dialekt, der mit wenigen Dorismen gemischt war. Wir besitzen von ihm nur Bruchstücke.
Die vermeintliche Erblindung des Stesichoros (als Folge seiner Schmähung der Helena), und wundersame Heilung (nach seinem Widerruf) wird von der heutigen Forschung als Sinnbild und nicht als tatsächlicher Verlust des Augenlichtes angesehen.
Überliefert sind Fragmente unter anderem aus folgenden seiner Dichtungen:
- Iliupersis (Das Hölzerne Pferd)
- Helena (Die Schmähung der Helena)
- Palinodie (Der Widerruf)

Von großer Bedeutung war Stesichoros auch für die Entwicklung der Tragödie. Er bildete sozusagen ein Bindeglied zwischen Epos und Tragödie. Besonders deutlich zeigt dies seine Orestie in zwei Büchern, die insbesondere Euripides als Vorlage gedient hat.
Ein in den 1970er Jahren entdeckter Papyrus, der in Lille aufbewahrt wird, beinhaltet ein bedeutendes Fragment aus Stesichoros’ Werk über den Mythos der Sieben gegen Theben. Enthalten sind dramatische Dialoge zwischen Ödipus’ Mutter Iokaste und den beiden Söhnen Eteokles und Polyneikes. Das sind mithin Bauformen, die der Attischen Tragödie direkt präludieren.
Die Unterschätzung des Stesichoros in der modernen Forschung hat wohl auch damit zu tun, dass er in Aristoteles’ Darstellung der Entwicklung der Tragödie in dessen Poetik keine Rolle spielt. Aristoteles’ Geschichte und Analyse dieser Tragödie wurde aber für das Abendland kanonisch; in der Forschung ab den 1970er Jahren kommt dieser Dichter jedoch verstärkt wieder zu seinem Recht.
Seine herausragende Bedeutung in der Antike wird durch die Tatsache reflektiert, dass er in den Kanon der neun Lyriker in Alexandria Aufnahme fand. Da stand er zwar nicht an der Spitze – der Spitzenplatz gebührte Pindar –, aber er kam in diesem Kanon an prominenter Stelle vor. Die Römer in der augusteischen Zeit haben diesen Dichter ebenfalls geschätzt.
Stesichoros’ Abstammung aus Himera auf Sizilien zeigt aber auch, wie fruchtbar und vital die griechische Kultur der Magna Graecia bereits im 7. Jahrhundert v. Chr. gewesen ist; und es zeigt sich, wie stark zeitweise auch im 6. Jahrhundert v. Chr. diese Kultur auf das Mutterland zurückwirkte.

## Ausgaben
- Malcolm Davies (Hrsg.): Poetarum Melicorum Graecorum Fragmenta. Band 1: Alcman, Stesichorus, Ibycus. Oxford University Press, Oxford 1991, ISBN 978-0-19-814046-7.
- Malcom Davies, Patrick J. Finglass: Stesichorus: The Poems. Cambridge University Press, Cambridge 2014 (Cambridge Classical Texts and Commentaries, Bd. 54), ISBN 978-1107078345
- Denys Lionel Page: Poetae Melici Graeci. Clarendon Press, Oxford 1975.
- Jan Maarten Bremer, Anna Maria van Erp Taalman Kip, Simon R. Slings: Some Recently Found Greek Poems: Text and Commentary. Brill, Leiden 1987 (Mnemosyne. Supplementum, Bd. 99), ISBN 9-004-08319-7. Google Bücher: . (Archilochos, Alkaios, anonymer Kommentar zu Hipponax, Stesichoros)